# Cichy (Luchów Górny)
Cichy – część wsi Luchów Górny w Polsce, położona w województwie lubelskim, w powiecie biłgorajskim, w gminie Tarnogród.
W latach 1975–1998 Cichy administracyjnie należało do województwa zamojskiego.
Wierni Kościoła rzymskokatolickiego należą do parafii Niepokalanego Poczęcia Najświętszej Maryi Panny w Luchowie Górnym.